# Svartholmen (Øygarden)
Ne doit pas être confondu avec Svartholmen ou Svartholmen (Sveio).
Svartholmen est une île norvégienne dans le landskap Sunnhordland du comté de Vestland. Elle appartient administrativement à Øygarden.

## Géographie
Rocheuse et désertique, en partie immergée, elle s'étend sur environ 309 m de longueur pour une largeur approximative de 181 m. 